# Elecciones parlamentarias de Serbia de 2007
Las Elecciones parlamentarias de Serbia tuvieron lugar el 21 de enero de 2007. El tema de la independencia de Kosovo fue uno de los principales aspectos de la campaña electoral, pero toda decisión estaba relegada a después de las elecciones para no dar argumentos al Partido Radical Serbio. En estas elecciones los partidos registrados como minorías étnicas no han necesitado sobrepasar la barrera electoral del 5% para entra en el parlamento como otros partidos, siendo suficiente con superar el 0,4% de los votos. Por primera vez en diez años participó una lista de los albaneses del Valle de Preševo, mientras que los de Kosovo mantuvieron su boicot a las elecciones serbias. 
6652105 electores se registraron para las elecciones, catorce mil más que para el referéndum constitucional acaecido cinco meses antes. 31370 electores son residentes en el extranjero y 7082 son prisioneros. Se constituyeron 8441 mesas electoral, 58 de ellas en el extranjero. Los resultados electores fueron anunciados a la medianoche del 25 de enero de 2007.
Los escaños al parlamento fueron distribuidos con la ley d'Hondt, una versión del sistema proporcional. Los partidos debían elegir quien lideraría el parlamento y ocupar sus escaños asignados en los 10 días siguientes al anuncio de los resultados oficiales. El gobierno debe ser formado antes de tres meses de pasadas las elecciones.

## Sistema electoral
El método d'Hondt se utilizó para distribuir los mandatos parlamentarios después de las elecciones. Los partidos y coaliciones disponían de diez días tras el anuncio de los resultados finales para decidir qué candidatos ocuparán los escaños que se les han asignado en el parlamento. Las partes tenían entonces tres meses para negociar un gobierno.
Los partidos que se registran como partidos de minorías étnicas (opciones 8, 10, 14, 17, 19 y 20) no necesitan superar el umbral del 5% para obtener escaños en el parlamento, sino que deben superar un umbral natural del 0,4%. Por primera vez en una década, los partidos albaneses del valle de Preševo participaron en las elecciones, pero los partidos albaneses de Kosovo continuaron boicoteando las elecciones serbias.
6.652.105 votantes fueron elegibles para votar, un aumento de 14.000 votantes en comparación con el referéndum constitucional celebrado unos meses antes. 31.370 de los votantes elegibles vivían en el extranjero y 7.082 estaban en prisión.

## Introducción
Las elecciones parlamentarias fueron convocadas por el presidente de Serbia, Boris Tadic, el 10 de noviembre de 2006.
El anuncio de las elecciones fue precedido por un referéndum que confirmó la nueva Constitución, así como la aprobación de la Ley Constitucional (que fue aprobada después de varios días de negociaciones entre los partidos parlamentarios) según la cual las elecciones se celebrarán entre 60 y 120 días después de su entrada en vigor. Además, todos los ministros del partido G17+ dimitieron el 1 de octubre de 2006, tras la terminación de las negociaciones sobre la adhesión de Serbia a la Unión Europea.

## Resultados
| Partido                   | Partido | Votos     | %      | Escaños | +/-   |
| ------------------------- | --- | --------- | ------ | ------- | ----- |
|                           | Partido Radical Serbio | 1.153.453 | 28.59  | 81      | -1    |
|                           | Partido Demócrata | 915.854   | 22.71  | 64      | +28   |
|                           | Partido Democrático de Serbia - Nueva Serbia                                                                                       | 667.615   | 16,55  | 47      | -16   |
|                           | G17 Plus | 275.041   | 6.82   | 19      | -15   |
|                           | Partido Socialista de Serbia | 227.580   | 5.64   | 16      | -6    |
|                           | Coalición del LDPPartido Liberal Democrático Alianza Cívica de Serbia Unión Socialdemócrata Liga de Social Demócratas de Vojvodina | 214.262   | 5.31   | 15      | Nuevo |
|                           | |           |        |         |       |
|                           | Movimiento de Renovación Serbio | 134.147   | 3.33   | 0       | -22   |
|                           | Partido de los Pensionistas Unidos de Serbia (PUPS) Partido Socialdemócrata (SDP)                                                  | 125.324   | 3.11   | 0       | -     |
|                           | Movimiento de la Resistencia Serbia                                                                                                | 70.727    | 1.75   | 0       | -     |
|                           | Alianza de los Húngaros de Vojvodina                                                                                               | 52.510    | 1.30   | 3       | +3    |
|                           | Lista Cristiana de Sandžak | 33.823    | 0.84   | 2       | +2    |
|                           | Unión Roma de Serbia | 17.128    | 0.42   | 1       | +1    |
|                           | Coalición Albanesa del Valle de Preševo                                                                                            | 16.973    | 0.42   | 1       | +1    |
|                           | Porque tiene que ser mejor | 15.722    | 0.39   | 0       | -     |
|                           | Partido Roma | 14.631    | 0.36   | 1       | +1    |
|                           | Coalición de la Unidad Húngara | 12.940    | 0.32   | 0       | -     |
|                           | Coalición Partidos de Voivodina | 7.359     | 0.18   | 0       | -     |
|                           | Comunidad Democrática de Serbia | 5.438     | 0.13   | 0       | -     |
|                           | Socialdemocracia | 4.909     | 0.12   | 0       | -     |
|                           | Partido Reformista | 1.881     | 0.05   | 0       | -     |
|                           | |           |        |         |       |
| Votos Válidos             | Votos Válidos | 3.967.335 | -      |         |       |
| Votos nulos               | Votos nulos | 66.269    | -      |         |       |
| Total                     | Total | 4.033.586 | 100.00 | 250     | 0     |
| Registrados/Participación | Registrados/Participación | 6.652.105 | 60.26  |         |       |